# Lambert Huys

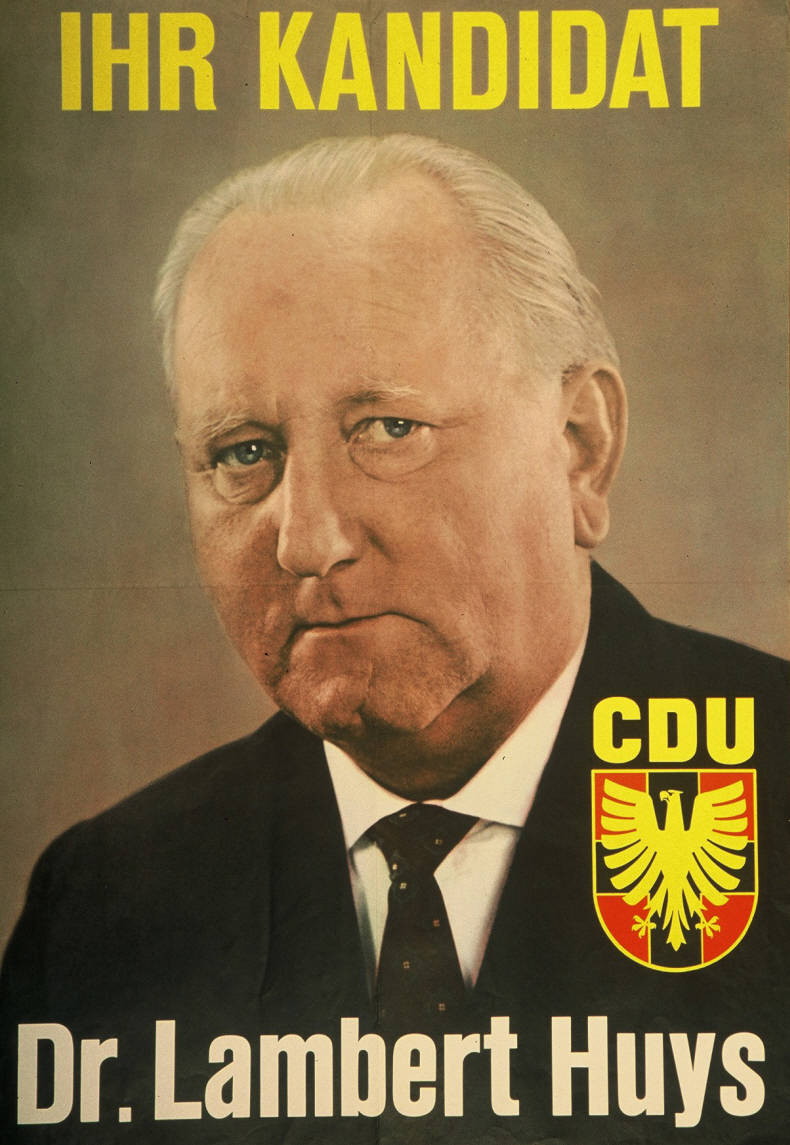
Lambert Huys auf einem Wahlplakat zur Bundestagswahl 1961

Lambert Huys (* 26. August 1908 in Ankum; † 26. Mai 1992 in Lüneburg) war ein deutscher Politiker der CDU.

## Leben und Beruf
Nach dem Abitur auf dem Carolinum in Osnabrück 1929 studierte Huys Geschichte, Deutsch und Latein in Münster und Innsbruck. Während des Studiums wurde er Mitglied der katholischen Studentenverbindung K.St.V. Osning Münster im KV. Seit 1938 war er Lehrer an der Wilhelm-Raabe-Schule in Lüneburg. Daneben engagierte er sich in der sportlichen Jugendarbeit. Im Zweiten Weltkrieg war er Soldat.

## Partei
Huys gehörte der CDU an und war in den 1950er Jahren deren Kreisvorsitzender für Lüneburg Stadt und Land sowie stellvertretender Bezirksvorsitzender.

## Abgeordneter
Dem Deutschen Bundestag gehörte Huys von 1957 bis 1972 an. Er vertrat den Wahlkreis Lüneburg – Dannenberg im Parlament.

## Ehrungen
- 1972: Großes Verdienstkreuz der Bundesrepublik Deutschland